# Christchurch Challenger 1991
Il Christchurch Challenger 1991 è stato un torneo di tennis facente parte della categoria ATP Challenger Series nell'ambito dell'ATP Challenger Series 1991. Il torneo si è giocato a Christchurch in Nuova Zelanda dall'11 al 17 novembre 1991 su campi in sintetico indoor.

## Vincitori

### Singolare
Mark Petchey ha battuto in finale  Fernon Wibier con il punteggio di 7–5, 7–6

### Doppio
Neil Borwick /  Simon Youl hanno battuto in finale  Jamie Morgan /  Sandon Stolle con il punteggio di 7–5, 7–6